# Tinsukia
Tinsukia là một thành phố và là nơi đặt ban đô thị (municipal board) của quận Tinsukia thuộc bang Assam, Ấn Độ.

## Địa lý
Tinsukia có vị trí 27°30′B 95°22′Đ / 27,5°B 95,37°Đ Nó có độ cao trung bình là 116 mét (380 feet).

## Nhân khẩu
Theo điều tra dân số năm 2001 của Ấn Độ, Tinsukia có dân số 85.519 người. Phái nam chiếm 55% tổng số dân và phái nữ chiếm 45%. Tinsukia có tỷ lệ 79% biết đọc biết viết, cao hơn tỷ lệ trung bình toàn quốc là 59,5%: tỷ lệ cho phái nam là 82%, và tỷ lệ cho phái nữ là 75%. Tại Tinsukia, 10% dân số nhỏ hơn 6 tuổi.